# Институт материалов современной энергетики и нанотехнологии
Институт материалов современной энергетики и нанотехнологии (ИМСЭН-ИФХ) – учебное подразделение Российского химико-технологического университета имени Д. И. Менделеева. Неофициальное название институт унаследовал от своего предшественника и называется "Физхим". Институт создан по приказу ректора РХТУ на базе инженерного физико-химического факультета в 2007 году. Область знаний выпускников – химическая инженерия.

## История
Предшественник ИМСЭН-ИФХ инженерный физико-химический факультет (ИФХ) был создан в 1949 году с целью подготовки кадров для атомной промышленности СССР. В связи с тем, что до этого времени подготовка специалистов в атомной области не проводилась, перед руководством факультета стояла серьёзная задача создания коллектива для научной работы и обучения химиков-технологов. В организации факультета главную роль сыграл академик Н. М. Жаворонков (ректор МХТИ им. Д.И. Менделеева 1948-1962 гг.). В становлении факультета приняли участие многие выдающиеся физикохимики.
Первыми кафедрами в составе факультета были кафедры химии высоких энергий, технологии изотопов и особо чистых веществ, технологии редких и рассеянных элементов. Позже были созданы кафедра химии и технологии кристаллов и первая в России кафедра нанотехнологии.
В 2007 году по приказу ректора РХТУ В. А. Колесникова на базе ИФХ был создан институт материалов современной энергетики и нанотехнологии, который был объявлен правопреемником ИФХ. При этом кафедра химии и технологии кристаллов была передана факультету ТНВ, но сохранила все свои помещения в корпусе ИМСЭН-ИФХ в Северном Тушино.
Директором института был назначен Э. П. Магомедбеков.

## Кафедры
В состав института входят следующие кафедры:
- Кафедра химии высоких энергий и радиоэкологии
- Кафедра технологии изотопов и водородной энергетики
- Кафедра технологии редких элементов и наноматериалов на их основе
- Кафедра наноматериалов и нанотехнологии

### Кафедра технологии изотопов и особо чистых веществ
Кафедра разделения и применения изотопов основана в 1949 году в составе инженерного физико-химического факультета МХТИ им. Менделеева для подготовки специалистов в области разделения изотопов легких элементов, в первую очередь, водорода. Технология разделения изотопов в то время только начинала развиваться, возникла необходимость как в разработке способов разделения изотопов, так и в специалистах, способных решать технологические задачи с ним связанные. Для решения этих задач были привлечены многие известные химики того времени: первым заведующим кафедрой стал Г. К. Боресков, на кафедре работали директор МХТИ им. Менделеева Н. М. Жаворонков, профессор, позднее академик И. В. Петрянов, заместитель директора Института физических проблем профессор М. П. Малков и многие другие крупные специалисты. С 1960-х годов кафедра стала заниматься проблемами не только разделения изотопов, но и получения особо чистых веществ. В 1969-м году название кафедры было изменено на «Кафедра технологии изотопов и особо чистых веществ». В 1985 году инженерный физико-химический факультет переместился на новую площадку в Северном Тушино.

## Организация учебного процесса
Студенты младших курсов (I-III) ИМСЭН-ИФХ занимаются в главном корпусе РХТУ находящимся на Миусской площади по общей программе, сходной с программами обучения других факультетов. Среди изучаемых дисциплин необходимо отметить высшую и вычислительную математику; физику; органическую и неорганическую, аналитическую и физическую химию; компьютерное моделирование; инженерную графику, сопромат и процессы и аппараты химической технологии, а также английский язык и многие гуманитарные дисциплины.
Студенты старших курсов и аспиранты осуществляют бо́льшую часть деятельности в Тушинском корпусе. Основная часть времени уделяется инженерным дисциплинам, таким как общая химическая технология, специальным курсам и научно-исследовательской деятельности.